# Salug
Salug ist eine philippinische Stadtgemeinde in der Provinz Zamboanga del Norte. Sie hat 32.204 Einwohner (Zensus 1. August 2015).

## Baranggays
Salug ist politisch in 23 Baranggays unterteilt.
- Bacong
- Balakan
- Binoni
- Calucap
- Canawan
- Caracol
- Danao
- Dinoan
- Dipolod
- Fatima (Pogan)
- Ipilan
- Lanawan
- Liguac
- Lipakan
- Mucas
- Pacuhan
- Poblacion (Salug)
- Poblacion East
- Pukay
- Ramon Magsaysay
- Santo Niño
- Tambalang
- Tapalan